# ایویریدیکی
ایویریدیکی (به انگلیسی: Evridiki) (زاده ۲۵ فوریه ۱۹۶۸) خواننده قبرسی است.
او در مسابقه آواز یوروویژن ۱۹۹۲ ، مسابقه آواز یوروویژن ۱۹۹۴ ، مسابقه آواز یوروویژن ۲۰۰۷ نماینده قبرس بود.